# Экономика Турции
Экономика Турции одна из наиболее быстро развивающихся экономик в мире. Многоотраслевая экономика, выгодное географическое положение, молодая и дешёвая рабочая сила и приток зарубежных инвестиций сделали экономику страны одной из сильнейших в регионе.
Международный валютный фонд характеризует экономику страны как развивающуюся. По данным ЦРУ экономика Турции значится в списке развитых стран. Ведущие мировые экономисты и политологи относят Турецкую республику в группу «Новые индустриальные страны» — это государства, в которых за последние десятилетия произошёл качественный скачок социально-экономических показателей .Страна находится на 17-м месте по размеру номинального ВВП и на 12-м месте в мире по величине валового внутреннего продукта, рассчитанного по паритету покупательной способности. Турция — один из мировых лидеров по производству сельскохозяйственной продукции, текстиля, автомобилей и запчастей, морских судов, строительных материалов и бытовой техники.

## Статистика
В следующей таблице показаны основные экономические показатели. Инфляция менее 5 % обозначена зелёной стрелкой.
| Год  | ВВП (ППС) (в млрд долл. США) | ВВП на душу населения (ППС) (в долл. США) | Рост ВВП (реальный) | Уровень инфляции (в процентах) | Безработица (в процентах) | Государственный долг (в процентах от ВВП) |
| ---- | ---------------------------- | ----------------------------------------- | ------------------- | ------------------------------ | ------------------------- | ----------------------------------------- |
| 1980 | 161                          | 3590                                      | ▼−0,8 %             | ▲110,6 %                       | 7,2 %                     | н/д                                       |
| 1981 | ▲184                         | ▲4010                                     | ▲4,4 %              | ▲36,4 %                        | ▬7,2 %                    | н/д                                       |
| 1982 | ▲202                         | ▲4300                                     | ▲3,4 %              | ▲31,1 %                        | ▲7,6 %                    | н/д                                       |
| 1983 | ▲220                         | ▲4580                                     | ▲0,3 %              | ▲31,3 %                        | ▼7,5 %                    | н/д                                       |
| 1984 | ▲244                         | ▲4960                                     | ▲6,8 %              | ▲48,4 %                        | ▼7 4 %                    | н/д                                       |
| 1985 | ▲262                         | ▲5220                                     | ▲4,3 %              | ▲44,5 %                        | ▼7,0 %                    | н/д                                       |
| 1986 | ▲286                         | ▲5580                                     | ▲6,9 %              | ▲34,6 %                        | ▲7,7 %                    | н/д                                       |
| 1987 | ▲323                         | ▲6180                                     | ▲10,0 %             | ▲38,9 %                        | ▲8,1 %                    | н/д                                       |
| 1988 | ▲341                         | ▲6410                                     | ▲2,1 %              | ▲73,7 %                        | ▲8,7 %                    | н/д                                       |
| 1989 | ▲355                         | ▲6560                                     | ▲0,3 %              | ▲63,3 %                        | ▼8,6 %                    | н/д                                       |
| 1990 | ▲403                         | ▲7310                                     | ▲9,3 %              | ▲60,3 %                        | ▼8,0 %                    | н/д                                       |
| 1991 | ▲420                         | ▲7500                                     | ▲0,9 %              | ▲66,0 %                        | ▼7,7 %                    | н/д                                       |
| 1992 | ▲456                         | ▲7990                                     | ▲6,0 %              | ▲70,1 %                        | ▲7,9 %                    | н/д                                       |
| 1993 | ▲504                         | ▲8700                                     | ▲8,0 %              | ▲66,1 %                        | ▲8,4 %                    | н/д                                       |
| 1994 | ▼487                         | ▼8270                                     | ▼−5,5 %             | ▲104,5 %                       | ▼8,0 %                    | н/д                                       |
| 1995 | ▲532                         | ▲8910                                     | ▲7,2 %              | ▲89,6 %                        | ▼7,1 %                    | н/д                                       |
| 1996 | ▲580                         | ▲9560                                     | ▲7,0 %              | ▲80,2 %                        | ▼6,1 %                    | н/д                                       |
| 1997 | ▲635                         | ▲10 310                                   | ▲7,5 %              | ▲85,7 %                        | ▲6,3 %                    | н/д                                       |
| 1998 | ▲662                         | ▲10 590                                   | ▲3,1 %              | ▲84,7 %                        | ▲6,4 %                    | н/д                                       |
| 1999 | ▼649                         | ▼10 240                                   | ▼−3,4 %             | ▲64,9 %                        | ▲7,2 %                    | н/д                                       |
| 2000 | ▲710                         | ▲11 040                                   | ▲6,6 %              | ▲55,0 %                        | ▼6,0 %                    | 51,3 %                                    |
| 2001 | ▼684                         | ▼10 500                                   | ▼−6,0 %             | ▲54,2 %                        | ▲7,8 %                    | ▲75,5 %                                   |
| 2002 | ▲739                         | ▲11 200                                   | ▲6,4 %              | ▲45,1 %                        | ▲9,8 %                    | ▼71,5 %                                   |
| 2003 | ▲798                         | ▲11 940                                   | ▲5,6 %              | ▲25,3 %                        | ▲9,9 %                    | ▼65,2 %                                   |
| 2004 | ▲899                         | ▲13 300                                   | ▲9,6 %              | ▲8,6 %                         | ▼9,7 %                    | ▼57,2 %                                   |
| 2005 | ▲1010                        | ▲14 770                                   | ▲9,0 %              | ▲8,2 %                         | ▼9,5 %                    | ▼50,2 %                                   |
| 2006 | ▲1110                        | ▲16 080                                   | ▲7,1 %              | ▲9,6 %                         | ▼9,0 %                    | ▼44,2 %                                   |
| 2007 | ▲1200                        | ▲17 140                                   | ▲5,0 %              | ▲8,8 %                         | ▲9,2 %                    | ▼37,8 %                                   |
| 2008 | ▲1240                        | ▲17 390                                   | ▲0 8 %              | ▲10,4 %                        | ▲10,0 %                   | ▼37,7 %                                   |
| 2009 | ▼1180                        | ▼16 420                                   | ▼−4,7 %             | ▲6,2 %                         | ▲13,1 %                   | ▲43,2 %                                   |
| 2010 | ▲1300                        | ▲17 750                                   | ▲8,5 %              | ▲8,6 %                         | ▼11,1 %                   | ▼39,5 %                                   |
| 2011 | ▲1470                        | ▲19 850                                   | ▲11,1 %             | ▲6,5 %                         | ▼9,1 %                    | ▼35,9 %                                   |
| 2012 | ▲1570                        | ▲20 920                                   | ▲4,8 %              | ▲8,9 %                         | ▼8,4 %                    | ▼32,2 %                                   |
| 2013 | ▲1740                        | ▲22 790                                   | ▲8,5 %              | ▲7,5 %                         | ▲9,0 %                    | ▼30,9 %                                   |
| 2014 | ▲1850                        | ▲24 010                                   | ▲5,2 %              | ▲8,9 %                         | ▲9,9 %                    | ▼28,3 %                                   |
| 2015 | ▲1980                        | ▲25 360                                   | ▲6,1 %              | ▲7,7 %                         | ▲10,3 %                   | ▼27,2 %                                   |
| 2016 | ▲2070                        | ▲26 100                                   | ▲3,3 %              | ▲7,8 %                         | ▲10,9 %                   | ▲27,7 %                                   |
| 2017 | ▲2260                        | ▲28 190                                   | ▲7,5 %              | ▲11,1 %                        | ▬10,9 %                   | ▲27,8 %                                   |
| 2018 | ▲2300                        | ▲28 300                                   | ▲3,0 %              | ▲16,3 %                        | ▬10,9 %                   | ▲29,9 %                                   |
| 2019 | ▲2350                        | ▲28 460                                   | ▲0,8 %              | ▼15,2 %                        | ▲13,7 %                   | ▲32,4 %                                   |
| 2020 | ▲2390                        | ▲28 680                                   | ▲1,9 %              | ▼12,3 %                        | ▼13,1 %                   | ▲39,4 %                                   |
| 2021 | ▲2660                        | ▲31 640                                   | ▲11,4 %             | ▲19,6 %                        | ▼12,0 %                   | ▲40,4 %                                   |
| 2022 | ▲3010                        | ▲35 420                                   | ▲5,5 %              | ▲72,3 %                        | ▼10,4 %                   | ▼30,8 %                                   |
| 2023 | ▲3280                        | ▲38 410                                   | ▲5,1 %              | ▼53,9 %                        | ▼9,4 %                    | ▼29,3 %                                   |
| 2024 | ▲3460                        | ▲40 500                                   | ▲3,2 %              | ▲58,5 %                        | ▼8,7 %                    | ▼26,0 %                                   |

## Общая характеристика
Доля промышленности в экономике страны составляет около 33 %, сельского хозяйства — 9 %, услуг — 58 % (2012 год). В общем объёме промышленного производства наибольший вес имеет обрабатывающая промышленность (84 %, включая строительство). Развиты текстильная, кожевенная, пищевая, химическая, фармацевтическая отрасли, энергетика, металлургия, судостроение, автомобилестроение и производство электробытовых товаров.
Динамично развивающейся отраслью является туризм.
В настоящее время из-за конкуренции со стороны стран Восточной Азии текстильная промышленность Турции переживает спад (-12 % в 2005). Из наиболее динамичных отраслей можно выделить автомобильную (+9,6 % в 2005) и химическую промышленность (+7,2 % в 2005).
Отличием страны от европейских государств является низкая занятость среди женщин — в 2011 году работали только 27 % турчанок.
Недвижимость
На сектор недвижимости приходится 19,5 % ВВП, $1,6 млрд прямых инвестиций (из $12,5 млрд в 2012 году). Иностранцам было продано недвижимости на $2,64 млрд. На начало 2023 года стоимость недвижимости начинается от €95 000. Такие цены обусловлены высоким спросом у иностранных граждан. Наиболее высокий спрос в 221 % был после объявления мобилизации в России.

## История

### Османская империя
В 1838 году Великобритания навязала Османской империи договор о свободной торговле, что привело к возрастанию зависимости турецкой экономики от Западной Европы. В 1881 году при правительстве Османской империи была создана Администрация народного долга, деятельность которой определяли иностранцы.
К началу XX века Османская империя превратилась в «больного человека Европы», её выживание зависело от политики иностранных держав.

### Турецкая республика
В 2001 году Турция пережила финансово-экономический кризис — самый тяжелый за последние два десятилетия развития в условиях экономической либерализации. Её валовый национальный продукт в твердых ценах сократился на 9,5 %. Спад пережили практически все отрасли и сферы экономики. Добавленная стоимость в обрабатывающей промышленности уменьшилась на 8,1 %, в добывающей — на 8,8 %, в сельском хозяйстве — на 6,5 %; сокращение в сфере услуг составило 6,1 %, в том числе во внутренней торговле — 9,4 %.
В 2002 г. экономический рост был восстановлен — ВНП вырос на 7,1 % — и продолжался в последующие годы довольно высокими, хотя и неравномерными темпами: в 2003 г. — 5,9 %, в 2004 г. — 9,9 %, в 2005 г. он по оценке составил около 5 % вместо ожидаемых 7 %. Сказалась неблагоприятная конъюнктура на мировом рынке и особенно рост цен на нефть, потребности в которой Турция более чем на 90 % обеспечивает импортом. Основными западными кредиторами Турции являются МВФ и Всемирный банк, а также все больше отдельные страны и фонды Евросоюза. Общий объём кредитов, полученных Турцией за первые пять лет текущего века из этих источников, превышает 30 млрд долл.
Гиперинфляция постоянно сдерживала поступление в Турцию прямых иностранных инвестиций, несмотря на все меры, предпринимавшиеся для их привлечения. Одним из свидетельств этого служит тот факт, что из кумулятивной суммы заявленных в период с 1981 по 2003 г. иностранных инвестиций в 35 млрд долл., фактически в страну поступило лишь около 16 млрд долл. Инфляционная обстановка, связанная с ней крайняя дороговизна кредита в последние десятилетия стали одной из причин растущего вывоза турецкого капитала за рубеж — в основном в страны Евросоюза. Общая сумма турецких зарубежных инвестиций на конец 2004 г. оценивалась в 7 млрд долларов.
С 2002 г. в Турции наблюдается снижение темпов инфляции, и в 2005 году была введена в обращение новая турецкая лира, равная миллиону старых лир.
В 2013 году Турция получила 5,1 млрд прямых иностранных инвестиций (почти в два раза больше, чем в 2012 году; в 2014 году — 12,5 млрд), четверть из которых составили инвестиции в недвижимость.
В 2019 году Турция была на 24-м месте из 201 страны в рейтинге стран мира по уровню прямых иностранных инвестиций.
Турецкая экономика в первой четверти 2011 года выросла на 11 %, опередив по скорости роста экономику Китая и став головной болью для Центробанка, пытающегося обуздать кредитный бум. Большое число кредитов и значительный торговый дефицит, по мнению экспертов, представляют угрозу финансовой стабильности в стране. По показателю экономического роста Турция в первой четверти 2011 года опередила все страны «Большой двадцатки» (G-20), куда входят наиболее крупные экономики мира (экономика Китая за первые четыре месяца 2011 г. выросла на 9,7 %).

## Сельское хозяйство
В сельском хозяйстве Турции занято около 25 % трудоспособного населения, оно даёт 9 % ВВП. Торговый баланс по продовольствию положительный: на $10,7 млрд импорта приходится $15,2 млрд экспорта (данные за 2012 год). Возделывается 27 % земель, запасы пресной воды составляют 213,6 км³.
Турция — мировой лидер по урожаю лесных орехов, вишен, фиников, абрикосов, айвы и гранатов.(2007 год). Также занимает второе место по арбузам, огурцам и нуту; третье по баклажанам, зелёному перцу, чечевице и фисташкам; четвёртое по томатам, луку и оливкам; пятое по сахарному тростнику; шестое по табаку, чаю и яблокам; седьмое по хлопку и ячменю, восьмое по миндалю; девятое по пшенице, ржи и грейпфрутам; десятое по лимонам. Фруктов и орехов экспортируется на $3,8 млрд.

## Промышленность
Доля промышленности неуклонно росла с 17 % в 1960 году до 35 % в 1999, после этого начала постепенно снижаться. Рост в значительной мере объясняется перемещением производства из Европы и Северной Америки в развивающиеся страны с дешёвой рабочей силой (каковой являлась и отчасти продолжает являться Турция).

### Добывающая промышленность
Поскольку Турция находится в зоне тектонического разлома, простирающегося от Гималаев до Пиренеев, её недра богаты рудами металлов. Запасы золота оцениваются в 700 т (добыча — 29 т в 2012 году).
Турция экспортирует хром ($450 млн), мрамор ($2 224 млн), полевой шпат (добыча 4,5 млн тонн, второе место; экспорт $104,0 млн, первое место в мире), барит (добыча 0,2 млн тонн, экспорт $19,4 млн), пемзу (мировой лидер по добыче).
Добыча угля в 2011 году составила 75,9 млн тонн. 26,3 млн тонн импортируется.
Добывающая промышленность принесла в 2013 году доход в $12,8 млрд

###### Добыча нефти
На март 2025 года потребность Турции в нефти оценивается в 1 млн баррелей в сутки (около 50 млн тонн в год). На 2012 год потребление нефти составляло 31,5 млн тонн в год, добыча — 2,3 млн тонн в год. К апрелю 2024 года добыча нефти достигла 100 000 баррелей в сутки (около 5 млн тонн в год). 92 % нефти импортируется. В 2021 году импортировано 31,4 млн тонн нефти. Турция осуществляет импорт нефти в основном из России и Ирана. 
В июне 2022 года в Адане найдено месторождение нефти «Cukurova» с запасами 7,5 — 8 млн баррелей стоимостью в 1 млрд долл.
В декабре 2022 года на юго-востоке Турции в районе горы Габар в иле Ширнак было обнаружено сухопутное месторождение нефти. Запасы месторождения оцениваются в 150 млн баррелей. На март 2025 года добыча нефти с месторождения достигла 80 тысяч баррелей в сутки. Всего с начала добычи на май 2025 года с месторождения добыто 26 млн баррелей нефти (3 546 400 тонн).
Добыча нефти компанией Turkish Petroleum в 2017 году составила 40 тысяч баррелей в сутки. К декабрю 2022 года добыча увеличилась до 65 баррелей в сутки. В 2021 году компанией было открыто 34 новых месторождения нефти.

### Газовая промышленность
Добыча природного газа покрывает 2 % потребности страны. Остальное импортируется. Потребность Турции в природном газе на 2022 год составляет 60 млрд м3 в год.
Общий объём запасов месторождений природного газа в Турции на май 2022 года составляет 540 млрд м3. Разрабатываются месторождения Сакарья и Амасра. Запасы месторождения Сакарья составляют 405 млрд м3. Запасы месторождения Амасра — 135 млрд м3. Месторождения расположены в Чёрном море. Открыты в июне 2021 года.
Турция имеет большое значение в транзите газа в Европу. По её территории проходит несколько газопроводов, в том числе Турецкий поток, Голубой поток, Южно-Кавказский газопровод. В 2023 году Турцией заключены соглашения и начат транзит газа в Болгарию, Румынию, Венгрию.
В Стамбуле действует биржа для торгов газом. Реализуется проект газового хаба с Россией.
Импорт газа осуществляется: трубопроводный — из России, Азербайджана, сжиженный — из США и иных стран.
Турции принадлежит пять СПГ-терминалов.

### Автомобильная промышленность
Автомобильная промышленность начала развиваться в 60-х годах XX века. В настоящее время в ней заняты 400 тыс. человек, на неё приходится 16 % экспорта. Производство автомобилей возросло с 374 тысяч в 2002 году до 1 125 534 в 2013 году. Турция занимает 16-е место в мире по производству автомобилей, и крупнейший производитель легковых автомобилей в Европе. В 2013 году было экспортировано 828 тыс. автомобилей в такие страны как Германия, Франция, Италия, Великобритания, Румыния и США.
В Турции расположено 13 автозаводов, на них производят или собирают автомобили Renault (310 000 машин), Ford (265 000 машин), FIAT (255 000 машин), Hyundai (100 000 машин), Toyota (70 000 машин), Honda (15 000 машин), Opel, Daimler, Isuzu и MAN. Кроме того, в Турции изготавливаются и автобусы местных марок, таких как BMC, Temsa и Otokar.
Действует автомобилестроительная компания TOGG.

### Химическая промышленность
Турция занимает третье место в Европе (после Германии и Италии) по производству пластмассы (7,2 млн тонн, $30 млрд), шестое место в Европе по производству красок.
По потребности в удобрениях занимает десятое место в мире.
Экспорт химической продукции в 2013 году составил $17,5 млрд, основные потребители: Египет, Ирак и Германия.

### Электроника
На сектор электроники приходится 2 % ВВП.
Товаров производится на $12,4 млрд (2012 год).
Импортируется электроники на $16,1 млрд, экспортируется на $6,8 млрд, при этом ввоз снижается (на 3,7 % в год), а вывоз возрастает (на 5,2 % в год).
Основные отрасли: потребительская электроника (34,8 %), телекоммуникационное оборудование (19 %), профессиональное оборудование (17 %), компьютерная техника (15 %), электроника оборонного назначения (9 %). Главным экспортным товаром этой отрасли являются телевизоры (в 2012 году было выпущено 11,6 млн телевизоров, 87 % из них пошли на экспорт, преимущественно в страны Евросоюза). Также экспортируются холодильники, посудомоечные и стиральные машины, микроволновые печи. Доля Турции на мировом рынке кондиционеров составляет 1,8 % (от $85 млрд).
Крупнейшие компании в этом секторе: Vestel, Karel, Arçelik, Beko

### Лёгкая промышленность
С Турцией наиболее часто ассоциируется текстильная промышленность, однако уже с 80-х годов её доля в структуре экономики неуклонно снижается, хотя остаётся высоким процент занятых в ней людей. В 2007 году её оборот составил около $30 млрд, объём экспорта — $24 млрд (в 2009 — $19,3 млрд). Присутствие иностранного капитала в этой отрасли незначительно, преобладают малые и средние предприятия.

### Судостроение
Действуют компании по производству яхт. За период с 2001 по 2021 год произведено 514 яхт. Производятся суда, морское оборудование.

## Энергетика

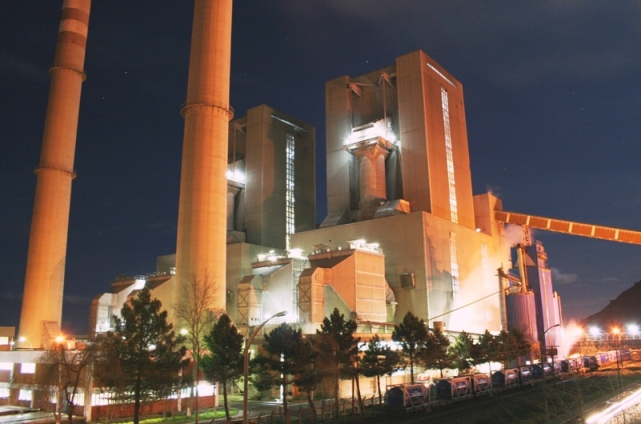
Теплоэлектростанция в иле Зонгулдак

Энергетика является ключевой отраслью экономики Турции, от состояния которой зависит дальнейшее экономическое развитие страны. В 1980—2008 годах в турецкой энергетике произошли коренные изменения, связанные с переориентацией её с гидроэнергетики и нефти на природный газ. В 1980 году на основе гидроресурсов было произведено 48,8 % энергии, на основе нефти — 25,1 % энергии. В 2008 году эти показатели составили 17,0 % и 9,1 % соответственно. Доля энергии, произведённой на основе природного газа в 1997—2008 годах, возросла с 21,4 % до 43,1 %.
В 2000-х годах энергетический сектор прошёл этапы роста потребления и производства, либерализации, приватизации и частных инвестиций, что значительно повысило его конкурентоспособность (особенно после приватизации дистрибьюторских и частично гидро- и тепловых производственных активов). Установленные мощности электростанций выросли с 23,3 ГВт в 1998 году до 44,8 ГВт в 2009 году (34 % мощностей приходилось на газовые электростанции, 33 % — на гидроэлектростанции, 24 % — на угольные электростанции). В 2008 году потребление энергии достигло 102 млн т в нефтяном эквиваленте или 1420 кг на душу населения (периоды спадов потребления энергии пришлись на периоды экономических кризисов 2000—2001 и 2008—2009 годов).
В 2010 году Турция произвела 201,2 млрд кВт⋅ч электроэнергии, заняв по этому показателю 22 место в мире, и экспортировала свыше 1,9 млрд кВт⋅ч (41-е место в мире). В 2012 году производство электроэнергии в стране достигло 239 млрд кВт⋅ч (596 кВт-часов на душу населения; в среднем по Евросоюзу — 1786 кВт-час), установленные мощности электростанций составили 57 ГВт (около 44 % мощностей приходилось на газовые электростанции, 35 % — на гидроэлектростанции).
36 % электроэнергии даёт природный газ, 35 % гидроэлектростанции, 23 % уголь, 2 % нефть и 5 % возобновляемые источники. В апреле 2018 года началось с помощью России строительство АЭС «Аккую».
Крупнейшими производителями электроэнергии являются компании Elektrik Üretim (EÜAŞ или Electricity Generation Company), ENKA Power, Aksa Enerji, Iskenderun Enerji, Cengiz Holding, Ciner Energy and Mining Group, Baymina Enerji, Zorlu Enerji, GAMA Enerji, Trakya Elektrik и Çalık Enerji.
Вследствие приватизации электростанций и значительных частных инвестиций (как турецких, так и иностранных) доля государственного сектора в производстве электроэнергии уменьшилась с 84 % в 1984 году до 53 % в 2009 году. В ходе либерализации энергетики на турецкий рынок вышли такие мировые гиганты, как немецкие E.ON, RWE и EnBW, французские Électricité de France и GDF Suez, норвежский Statkraft, австрийские OMV и Verbund, чешский ČEZ Group, американский Cogentrix Energy, канадский Manitoba Hydro, японские Kansai Electric Power и Sumitomo Corporation.
Значительная часть предприятий энергетической сферы была приватизирована, в том числе с иностранным участием.
Турция заявила о намерении достичь карбонейтральности к 2053 году. Для этой цели ставится задача нарастить объём производства возобновляемой энергии до 80 гигаватт в год.

### Теплоэнергетика
По состоянию на 2009 год мощности теплоэлектростанций составляли более 65 % мощностей всех электростанций Турции. Среди теплоэлектростанций преобладают газовые (работающие на импортном газе) и угольные (работают на турецком буром угле), доля электростанций, работающих на нефти и мазуте, постоянно сокращается.
Elektrik Üretim[кто?] контролирует угольные электростанции в Эльбистане, Зонгулдаке, Орханели, Кангале, Соме и Ятагане, нефтяные электростанции в Стамбуле и Хопе, газовые электростанции в Стамбуле, Бурсе, Люлебургазе и Алиаге, геотермальную электростанцию в Денизли.
ENKA Power[кто?] контролирует газовые электростанции в Измире, Гебзе и Адапазары.
Aksa Enerji[кто?] — газовые электростанции в Хаккяри и Мардине, биогазовую электростанцию в Бурсе, Iskenderun Enerji — угольную электростанцию в Юмурталыке, Ciner Energy and Mining Group — угольные электростанции в Наллыхане и Силопи.

### Гидроэнергетика

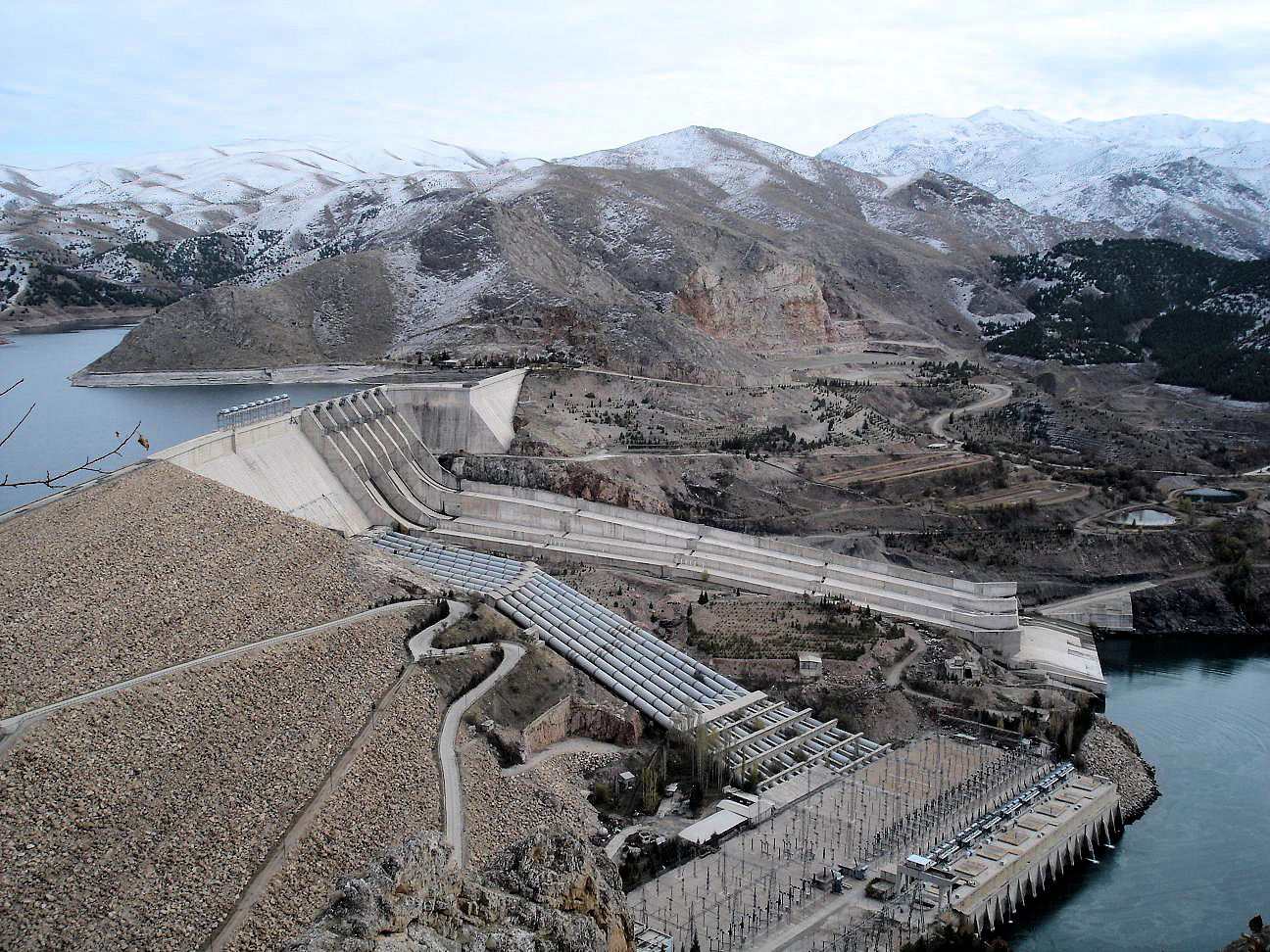
ГЭС Кебан в иле Элязыг

В 2008 году мощности турецкой гидроэнергетики превышали 14 ГВт (без учёта нескольких крупных проектов, находившихся на стадии строительства), в 2012 году ГЭС страны произвели 165 млрд кВт⋅ч электроэнергии. К числу крупнейших гидроэлектростанций, принадлежащих Elektrik Üretim, относятся плотина Ататюрка (Шанлыурфа), плотина Каракая (Диярбакыр), плотина Кебан (Элязыг) и плотина Алтынкая (Самсун). Всего по состоянию на 2012 год компания управляла 84 гидроэлектростанциями.

### Другие возобновляемые виды энергии
С 2005 года власти начали активно поддерживать возобновляемую энергетику (были введены специальные тарифы и стимулы для инвесторов, обеспечен приоритетный доступ к сети). Благодаря этому в последние годы в Турции значительные средства были инвестированы в парки солнечной и ветровой энергии, а также в геотермальные и биотопливные энергетические мощности. Однако, несмотря на это, доля альтернативных источников энергии не превышала 1 % от мощности всех электростанций. По состоянию на конец 2008 года 0,9 % мощностей всех электростанций приходилось на ветрогенераторы и 0,1 % — на геотермальные станции (в то время как 66 % мощностей приходилось на теплоэлектростанции и 33 % — на гидроэлектростанции).
Большая часть ветрогенераторов установлена на побережье Эгейского и Мраморного морей и принадлежит небольшим частным операторам, а большинство геотермальных станций расположено в Эгейском регионе (хотя Турция входит в пятёрку мировых лидеров по потенциалу геотермических ресурсов, она использует лишь 3 % своих возможностей).
К концу 2012 года мощность турецкой ветроэнергетики составила 2312 МВт (при этом 506 МВт прибавились за 2012 год). На Мраморноморский регион пришлось почти 924 МВт мощностей ветрогенераторов, на Эгейский — 875 МВт, на Средиземноморский — 384 МВт. В пятёрку крупнейших игроков на рынке ветроэнергетики входят Demirer Holding, Bilgin Energy, Polat Energy, EnerjiSa и Aksa Energy.
Солнечная энергетика, несмотря на свой большой потенциал, развита слабо и ограничивается плоскими солнечными коллекторами для нагрева воды. Фотогальванические солнечные батареи используются в маяках и при освещении шоссе (в 2009 году их общая мощность составляла 5 МВт).

### Атомная энергетика
Турция реализует два проекта в сфере атомной энергетики — АЭС Аккую с помощью России (строительство началось в 2017 году, открыта в апреле 2023 года) и АЭС Синоп с помощью Франции и Японии.

## Туризм
В последние десятилетия всё большее значение в экономике Турции играет туризм. В нём заняты около двух миллионов человек (510 тыс. непосредственно, ещё 1,5 млн в смежных отраслях).
Страна занимает шестое место в мире среди популярных направлений среди туристов.
Турция имеет все предпосылки для развития этой отрасли сферы обслуживания: она омывается четырьмя морями, побережье имеет субтропический средиземноморской климат (длина береговой линии составляет 7200 км, на ней 355 пляжей); 2870 отелей на 700 тыс. мест, она занимает второе место в Европе и седьмое в мире по количеству термальных источников (1300); имеет большое количество достопримечательностей (развалины древнегреческих и древнеримских городов, включая легендарную Трою, памятники времён Византийской и Османской империй). Развитая сеть внутреннего транспорта позволяет с комфортом перемещаться в любую точку страны.
Российские туристические фирмы в основном работают в направлении Антальи, а также окружающих её городов: Кемер, Аланья, Белек и др. В последние годы всё большую популярность приобретает и ил Мерсин.
Также, есть множество турфирм в Турции, которые позволяют прямо на месте заказать тур и проживание практически на любой вкус.
В 2021 году доходы Турции от туризма по сравнению с 2020 годом выросли почти вдвое и достигли 24,5 млрд долларов.

## Финансовый сектор

### Электронная торговля
В 2024 году объём электронной коммерции составил 3 трлн 162 млн лир (19,1 % от общего объёма торговли). Из них объём розничной электронной коммерции составил 1 трлн 619 млрд лир. В 2024 году совершено 5 млрд 910 млн сделок электронной коммерции. Из них 1 млрд 850 млн розничных сделок. Доля электронной коммерции в ВВП Турции в 2024 году составила 6,5 %.
Число предприятий, осуществляющих торговлю в электронном виде, в 2024 году превысило 600 000. Из них 78,6 % — индивидуальные предприниматели, 17,8 % — общества с ограниченной ответственностью 3,6 % — акционерные общества.
21,6 платежей в электронной форме в 2024 году пришлось на сектор общественного питания, 15,6 % — одежда, обувь, аксессуары, 12,2 % — электроника.
Лидерами из городов по внедрению электронной коммерции являются Стамбул, Кайсери и Измир.

## Внешняя торговля
Экспорт в 2014 году составил $158 млрд, импорт — $242 млрд, Дефицит внешней торговли — $84 млрд.
В апреле 2024 года годовой экспорт Турции достиг рекорда, составив 265 млрд долл. (за период апрель 2024 — апрель 2025). Это самый высокий показатель экспорта за всю историю страны.

### Экспорт
Турция экспортирует продукцию химической промышленности, электротовары, суда, морское оборудование, одежду. В 2021 году продукция судостроения поставлялась в 72 страны мира.
За период сентябрь 2020 — сентябрь 2021 Турция экспортировала химической продукции на сумму 23,4 млрд долл.

### Импорт
Осуществляется импорт 98 % потребляемого газа. 77 % импортируемого газа транспортируется по газопроводам, 23 % — танкерами в виде сжиженного природного газа.

### Экономические связи с Россией
В 2005 году товарооборот между Россией и Турцией достиг рекордного за все годы показателя — почти 15 млрд долларов. Основная составляющая российского экспорта приходится на топливно-энергетические товары (более 62 %). Затем следуют металлоизделия (28,1 %), химтовары (4 %), древесина и целлюлозно-бумажная продукция (2,4 %), сельхозтовары (1,6 %). В Турцию поступает российский газ по трубопроводу, проложенному по дну Чёрного моря.
В импорте из Турции преобладают текстиль и текстильные изделия, машины и транспортные средства, продукция химической промышленности и продовольственные товары. В последние годы активизировалось участие турецких компаний в строительстве различных объектов в России. В России работает более 150 турецких строительных фирм. С конца 1980-х годов турецкими фирмами построено в России около 800 объектов.

## Инвестиции

### в Турцию
Накопленные инвестиции в Турцию до 2002 года составляли 15 млрд долл. По состоянию на 1 января 2022 года размер накопленных инвестиций составил 240 млрд долл.
| Год  | Прямые иностранные инвестиции, чистый приток (BoP, доллар США) |
| 2002 | 1 082 000 000                                                  |
| 2003 | 1 702 000 000                                                  |
| 2004 | 2 785 000 000                                                  |
| 2005 | 10 031 000 000                                                 |
| 2006 | 20 185 000 000                                                 |
| 2007 | 22 047 000 000                                                 |
| 2008 | 19 851 000 000                                                 |
| 2009 | 8 585 000 000                                                  |
| 2010 | 9 099 000 000                                                  |
| 2011 | 16 182 000 000                                                 |
| 2012 | 13 744 000 000                                                 |
| 2013 | 13 563 000 000                                                 |
| 2014 | 13 337 000 000                                                 |
| 2015 | 19 263 000 000                                                 |
| 2016 | 13 835 000 000                                                 |
| 2017 | 11 190 000 000                                                 |
| 2018 | 12 450 000 000                                                 |
| 2019 | 9 549 000 000                                                  |
| 2020 | 7 700 000 000                                                  |
| 2021 | 13 325 000 000                                                 |
| 2022 | 13 094 000 000                                                 |

## Транспорт
Ведущей авиакомпанией Турции является Turkish Airlines. По территории Турции проложен нефтепровод Баку-Тбилиси-Джейхан. Метрополитен действует в Анкаре, Стамбуле, Измире, Адане.

## Специальные экономические зоны
Действует специальная экономическая зона Антальи. На её территории действуют 88 компаний. Из них — 48 в области судостроения.

## Государственный бюджет
На 2022 год государственный бюджет составил 1,75 триллиона лир (расходы).

## Доходы населения
С 1 января 2025 года минимальный размер оплаты труда в Турции составляет 26005,50 турецких лир (брутто) (€599,43) и 22104,67 турецких лир (нетто) (€509,51).

## Занятость
В 2024 Турции уровень безработицы в августе снизился на 0,3 процентных пункта по сравнению с предыдущим месяцем и составил 8,5 процента. В 2021 году уровень безработицы составил 3,919 млн чел., что составляет 12 % населения страны.
В 2020 году уровень безработицы составлял 4,040 млн.